# Lithoglaresis ponomarenkoi
Lithoglaresis ponomarenkoi är en skalbaggsart som beskrevs av Nikolajev 2007. Lithoglaresis ponomarenkoi ingår i släktet Lithoglaresis och familjen Glaresidae. Inga underarter finns listade i Catalogue of Life.